# هایک لمان
هایک لمان (انگلیسی: Heike Lehmann؛ زادهٔ ۲۹ مارس ۱۹۶۲) بازیکن سابق تیم ملی والیبال مردان آلمان است. او در المپیک ۱۹۸۰ به مدال نقره دست یافت.